# Solfito
Lo ione solfito o ione triossosolfato(IV) (nome IUPAC triossosolfato(2-)) è un dianione di formula SO2−3 in cui figura lo zolfo tetravalente (zolfo(IV)  e l'ossigeno. È il prodotto della doppia deprotonazione dell'acido solforoso H2SO3 ed è anche la base coniugata dell'anione idrogenosolfito, conosciuto anche come ione bisolfito; questo, a sua volta, è la base coniugata dell'acido solforoso.  In diversi organismi e anche nell'uomo esiste l'enzima solfito ossidasi contenente molibdeno che catalizza l'ossidazione del solfito a solfato.
La Kb1(SO2−3) = 6,83, per cui le soluzioni acquose dei solfiti dei metalli alcalini sono basiche: una soluzione di K2SO3 0,1 M ha pH ~10. Quelle invece di bisolfito sono leggermente acide, pH ~4,5 (valore teorico).
Lo ione solfito, presente in svariati sali metallici, è facilmente ossidabile a solfato, in ambiente acido si ha: E°(SO2−4 / SO2−3) = +0,172 V, mentre in ambiente basico il solfito è un discreto riducente e la sua ossidazione a solfato diviene spontanea e molto favorita; E° = -0,93 V.

## Struttura
Si rappresenta comunemente questo ione con la formula O=S(–O-)2, con un legame doppio (S=O) e due legami singoli (S–O-), la quale farebbe prevedere due diverse distanze di legame S-O. Questa formula è però solo una delle tre forme limite equivalenti che sono in risonanza  tra loro per questo ione molecolare: questo fa sì che tutti e tre i legami S-O e tutti gli angoli OSO siano uguali e che le 2 cariche negative siano anch'esse distribuite ugualmente sui tre atomi di ossigeno. C'è anche una quarta forma di risonanza che comunque non cambia il quadro strutturale già visto: +S(–O-)3; qui il doppio legame è divenuto un legame dativo, ha meno peso delle altre nel contribuire alla struttura della molecola reale perché presenta una separazione di carica.
L'atomo di zolfo, dovendo fare 3 legami sigma e avendo un doppietto solitario, ha ibridazione sp3, come avviene anche nello ione solfato SO2−4, il quale ha lo stesso tipo di risonanza e che da esso può essere ottenuto impegnando il doppietto libero nel legare a sé un quarto ossigeno: è ciò che accade quando il solfito si ossida a solfato. Gli angoli di legame OSO (106°) sono un po' inferiori al valore teorico (angolo tetraedrico, 109,5°) perché il doppietto solitario, come previsto dalla teoria VSEPR, occupa più spazio angolare di un doppietto di legame. La forma geometrica dello ione solfito è quindi una priramide trigonale, con lo zolfo al vertice e i tre ossigeni alla base. Le lunghezze di legame (151 pm) sono appena un po' maggiori che nello ione solfato (149 pm). Lo ione ha 26 elettroni di valenza, è precisamente isoelettronico con lo ione clorato (ClO3-) e, come questo, ha simmetria (gruppo puntuale) C3v.

## Applicazioni
Vari solfiti sono generalmente utilizzati come additivi nel cibo come conservanti, per prevenire l'ossidazione. Vengono aggiunti per questo scopo nei vini, in frutta, patate disidratate e gamberi. In più sono contenuti nello zucchero, nella farina e nello sciroppo di glucosio, a base della maggior parte degli alimenti confezionati. Sono contenuti naturalmente in alcuni alimenti tra cui i crostacei e l'aglio fresco.
Possono trovarsi, nei cibi, in varie forme, tra cui:
- Anidride solforosa
- Bisolfito di potassio
- Bisolfito di sodio

## Effetti sulla salute
I solfiti sono compresi tra gli allergeni, tuttavia una reazione ai solfiti non è propriamente un'allergia. Alcune persone possono avere reazioni positive a esami allergologici cutanei, dimostrando una reale allergia IgE-mediata. Possono essere responsabili di dispnea nei minuti successivi all'ingestione nei soggetti asmatici e in quelli con ipersensibilità all'acido acetilsalicilico. Il quadro clinico può comprendere starnutazione, tosse, odinofagia e orticaria. Reazioni anafilattiche e situazioni di pericolo di vita sono comunque rare.

## I solfiti negli alimenti e nel vino
I solfiti sono una sostanza sempre presente nel vino, anche quello da agricoltura biologica, perché sono un prodotto naturale della fermentazione alcolica. La maggior parte delle birre ne è priva. Alcuni gamberi possono essere stati trattati con solfiti e i venditori sono tenuti a dichiararne la presenza al consumatore.
I solfiti vengono aggiunti artificialmente, soprattutto sotto forma di SO2 (anidride solforosa), per preservare il vino in varie fasi della vinificazione. 
La quantità di anidride solforosa contenuta in modo naturale nel vino varia a seconda della categoria di vino e anche in base a certe caratteristiche intrinseche del vino stesso, tra cui, in particolare, il suo contenuto in zucchero.
In generale, i vini bianchi contengono più solfiti dei rossi; in assoluto, i vini con più solfiti sono i vini bianchi dolci. 
Infine, i vini ottenuti da uve biologiche hanno meno solfiti degli altri perché i disciplinari di produzione prevedono delle soglie molto più basse (in media, la metà) rispetto ai vini convenzionali. Non esiste alcun vino completamente privo di solfiti dal momento che il lievito stesso ne produce (metabolismo degli Aminoacidi solforati, ecc.).
Nel mese di novembre 2015, un gruppo di ricercatori dell'Università di Pisa ha brevettato una innovativa procedura per produrre vino senza additivi solfiti. 

### Regolamentazione commerciale negli Stati Uniti e nella Comunità europea

#### Legislazione statunitense
I solfiti si trovano naturalmente nel vino, anche se, talvolta, vengono aggiunti industrialmente. Negli Stati Uniti d'America, dal 1987 in poi, ogni vino imbottigliato deve indicare in etichetta una concentrazione di solfiti superiore a 10 ppm di solfiti. Sempre dal 1987, la Food and Drug Administration degli Stati Uniti d'America ne ha vietato l'aggiunta nella frutta e nella verdura fresca.

#### Normativa comunitaria
Restrizioni dello stesso tenore sono state introdotte anche nelle legislazioni di vari stati europei, finché, nel 2005, una disposizione comunitaria ha armonizzato le legislazioni dei vari paesi imponendo l'adozione di una restrizione analoga a quella statunitense. Nel 2012 è entrata in vigore una nuova regolamentazione per il vino da agricoltura biologica, che stabilisce dei limiti più restrittivi per il settore biologico.

## Anioni correlati
| Formula | Nome               |
| ------- | ------------------ |
| SO2−4   | solfato            |
| SO2−3   | solfito            |
| S2O2−8  | perossidisolfato   |
| SO2−5   | perossimonosolfato |
| S2O2−7  | pirosolfato        |
| S2O2−6  | ditionato          |
| S2O2−5  | metabisolfito      |
| S2O2−4  | ditionito          |
| S4O2−6  | tetrationato       |
| S2O2−3  | tiosolfato         |